# Neil Druckmann

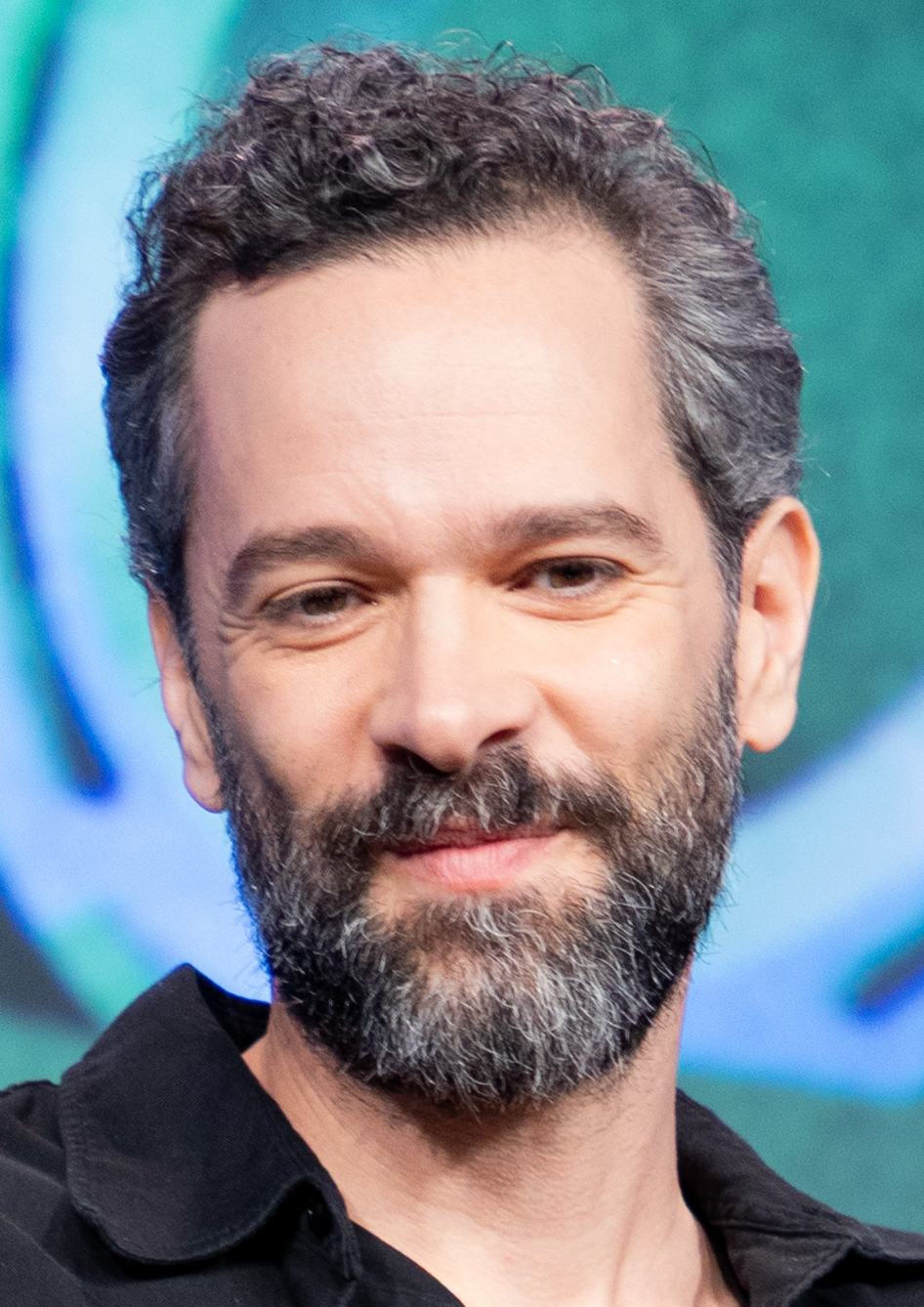
Neil Druckmann (2025)

Neil Druckmann (hebräisch ניל דרוקמן; geboren am 5. Dezember 1978 in Tel Aviv-Jaffa) ist ein israelisch-amerikanischer Schriftsteller, Creative Director und Computerspielentwickler sowie Co-Präsident vom Computerspielentwickler Naughty Dog. Er ist bekannt für seine Arbeit an den Computerspielen The Last of Us und Uncharted 4: A Thief’s End. Geboren und aufgewachsen ist er bis zum Alter von zehn Jahren in Israel, wo seine Erfahrungen mit Unterhaltungsmedien später seine Erzähltechniken beeinflussen sollten. Er studierte Informatik an der Carnegie Mellon University, bevor er sich nach Arbeit in der Computerspielindustrie umsah.
Druckmanns erste Arbeit an einem Computerspiel war ein Praktikum bei Naughty Dog. Im Jahr 2004 wurde er Programmierer für Jak 3 und Jak X: Combat Racing, bevor er Game Designer für Uncharted: Drakes Schicksal und Uncharted 2: Among Thieves wurde. Später übernahm er die Leitung der Entwicklung von The Last of Us als Creative Director, eine Rolle, die er während der Entwicklung von Uncharted 4: A Thief’s End fortsetzte. Darüber hinaus hat Druckmann auch Comic-Bücher geschrieben. Er arbeitete an dem Motion-Comic Uncharted: Eye of Indra, vor der Entstehung seines eigenen Comics A Second Chance at Sarah. Später schrieb er zusammen mit der Künstlerin Faith Erin Hicks an The Last of Us: American Dreams. Zuletzt wurde im Juni 2020 The Last of Us Part II veröffentlicht. Er ist einer der Showrunner (und für die zweite Episode der Regisseur) für die HBO-Serie The Last of Us.
Druckmann wurde für seine Arbeit an The Last of Us hoch gelobt und erhielt mehrere Auszeichnungen und Nominierungen für seine Beiträge, darunter zwei BAFTA Awards, zwei DICE Awards und drei Writers Guild of America Awards. Auch seine Arbeit an Uncharted 4: A Thief’s End wurde gelobt und ausgezeichnet.

## Leben

### Kindheit in Israel und Studium in den Vereinigten Staaten
Neil Druckmann wurde am 5. Dezember 1978 als Sohn von Yehudit „Judy“ und Jerry Ilan Druckmann in Tel Aviv geboren und wuchs im Westjordanland auf. In jungen Jahren zeigte ihm Druckmanns älterer Bruder Emanuel Comics, Computerspiele und Filme. Diese Formen der Unterhaltung, insbesondere Computerspiele von Sierra Entertainment und LucasArts, halfen Druckmann, Englisch zu lernen. Druckmann interessierte sich besonders für das Geschichtenerzählen und schrieb seine eigenen Comic-Bücher. 1989 zog er mit seiner Familie in die Vereinigten Staaten. Er besuchte die Middle School und die High School in Miami, Florida, und studierte dann Kriminologie an der University of Florida. Sein Bruder schmuggelte ihn Ende der 1990er Jahre auf die Electronic Entertainment Expo. Druckmann arbeitete als Angestellter bei My Favorite Muffin und als Verkäufer bei PacSun.
Druckmann wurde bald darauf Wissenschaftliche Hilfskraft für Grafik an der Florida State University, während er in Tallahassee lebte. Er verbrachte ein Jahr an der Universität und arbeitete ab Juli 2002 im Visualisierungslabor innerhalb der Fakultät für Computerwissenschaften und Informationstechnologie. Während dieser Zeit begann er mit einigen Freunden, das Spiel Pink-Bullet für Linux und Microsoft Windows zu entwickeln. Irgendwann wollte er Animator werden, was die Teilnahme am Kunstunterricht voraussetzte, aber seine Eltern verboten ihm dies. Nachdem er einen Programmierkurs belegt hatte, erkannte Druckmann, dass dies seine Vorliebe war, und begann im Dezember 2002 mit einem Bachelor der Informatik, den er im folgenden Jahr abschloss. Druckmann zog nach Pittsburgh, wo er die Carnegie Mellon University besuchte; im August 2003 begann er seinen Master-Abschluss in Unterhaltungstechnologie, den er 2005 am Entertainment Technology Center erwarb. Im April 2004 entwickelte Druckmann das Spiel Dikki Painguin in: TKO for the Third Reich für das Nintendo Entertainment System als Student an der Carnegie Mellon, in Zusammenarbeit mit seinem Kommilitonen Allan Blomquist.

### Beginn der professionellen Karriere

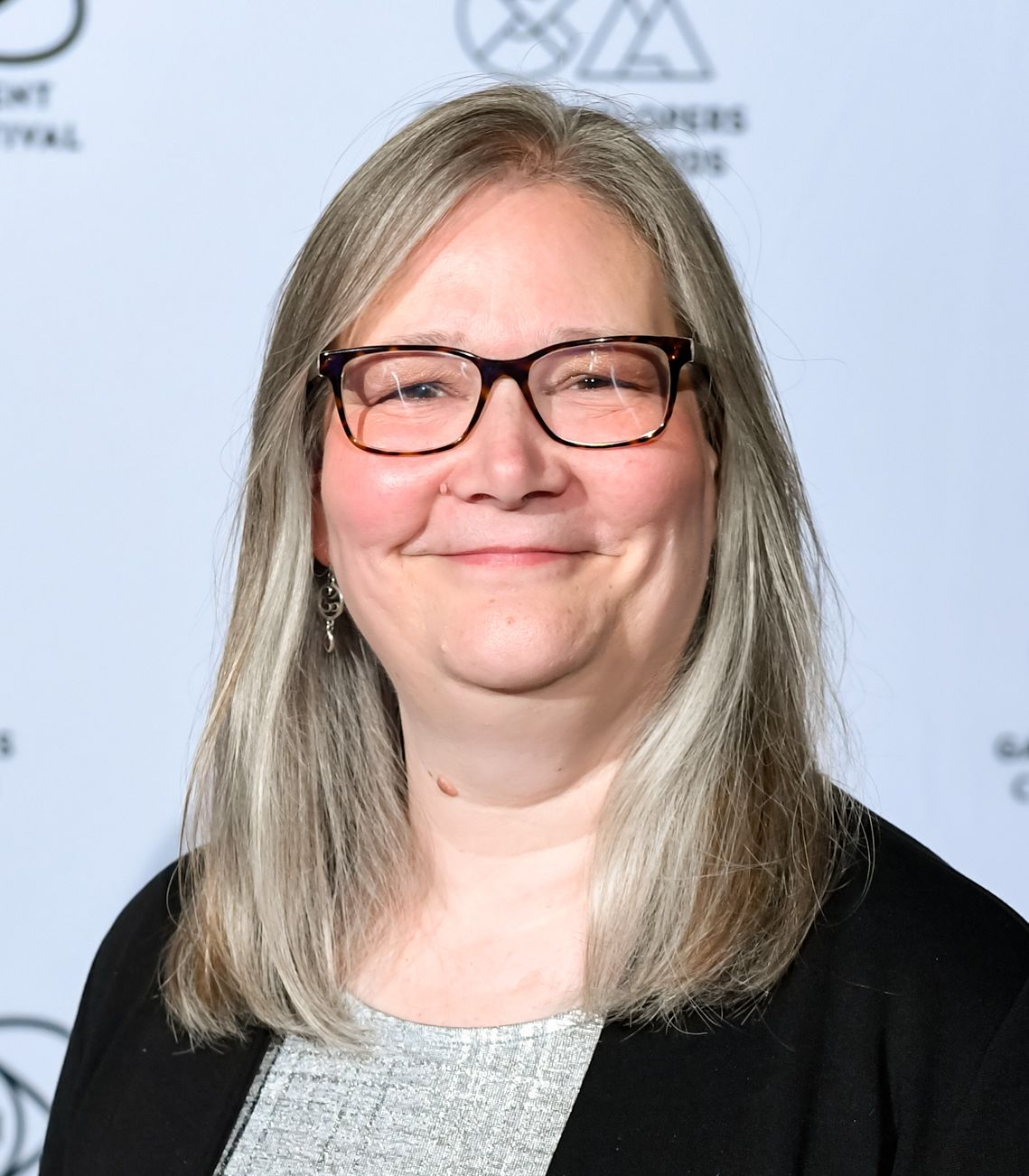
Mit Amy Hennig kreierte Druckmann die Geschichte von Uncharted: Drakes Schicksal und Uncharted 2: Among Thieves.

Auf der Game Developers Conference traf Druckmann den Mitbegründer von Naughty Dog, Jason Rubin. Nachdem Druckmann Rubin „genervt“ hatte, gab dieser ihm seine Visitenkarte. Im Jahr 2004 kam Druckmann als Programmierpraktikant zu Naughty Dog, bevor er einige Monate später zu einer Vollzeitstelle als Gameplay-Entwickler befördert wurde. Während der Entwicklung von Jak 3 (2004) und Jak X (2005) fragte Druckmann wiederholt den Co-Präsidenten Evan Wells, ob er dem Designteam beitreten könne. Wells zögerte, ihn in das Designteam zu berufen, da er ursprünglich als Entwickler angestellt wurde, stimmte aber zu, Druckmanns Designarbeiten zu überprüfen, wenn er sie nach der Arbeitszeit abschließen würde. Nach der Entwicklung von Jak X kam Wells zu dem Schluss, dass Druckmann auf dem Gebiet des Designs qualifiziert sei, und übertrug ihm die Rolle des Game Designers für Uncharted: Drakes Schicksal (2007). In dieser Position arbeitete er eng mit Amy Hennig zusammen, um die Geschichte von Uncharted zu entwerfen, bevor er als leitender Game Designer an Uncharted 2: Among Thieves (2009) arbeitete und sich stärker mit dem Verfassen der grundlegende Handlung des Spiels beschäftigte. Druckmann arbeitete auch am ursprünglichen Design und der Geschichte von Jak and Daxter: The Lost Frontier (2009), bevor Naughty Dog das Spiel aufgab; High Impact Games schloss die Entwicklung ab.
Im Jahr 2009 arbeitete Druckmann an dem Motion-Comic Uncharted: Eye of Indra, als Autor und Director. Eye of Indra ist ein Prequel zu Uncharted: Drakes Schicksal und erzählt die Geschichte von Nathan Drake vor den Ereignissen des ersten Spiels. Druckmanns erste Graphic Novel, A Second Chance at Sarah, wurde im Februar 2010 bei Ape Entertainment veröffentlicht. Mit Illustrationen des Künstlers Joysuke Wong erzählt der Roman von Druckmanns Interesse an einer Zeitreise in die Vergangenheit, um seine Frau in einem jüngeren Alter zu treffen. „Diese Idee hat etwas Niedliches und Poetisches“, erklärte Druckmann. Er hatte den Eindruck, dass er viele Gemeinsamkeiten mit dem Protagonisten Johnny hat und dass „viele von Johnnys Fehlern und Ängsten auf seinen eigenen Unzulänglichkeiten beruhen“. Die Kritiker lobten besonders Wongs Illustrationen sowie Druckmanns Schreibstil und die Figurenentwicklung.

### Creative Director vonThe Last of Us

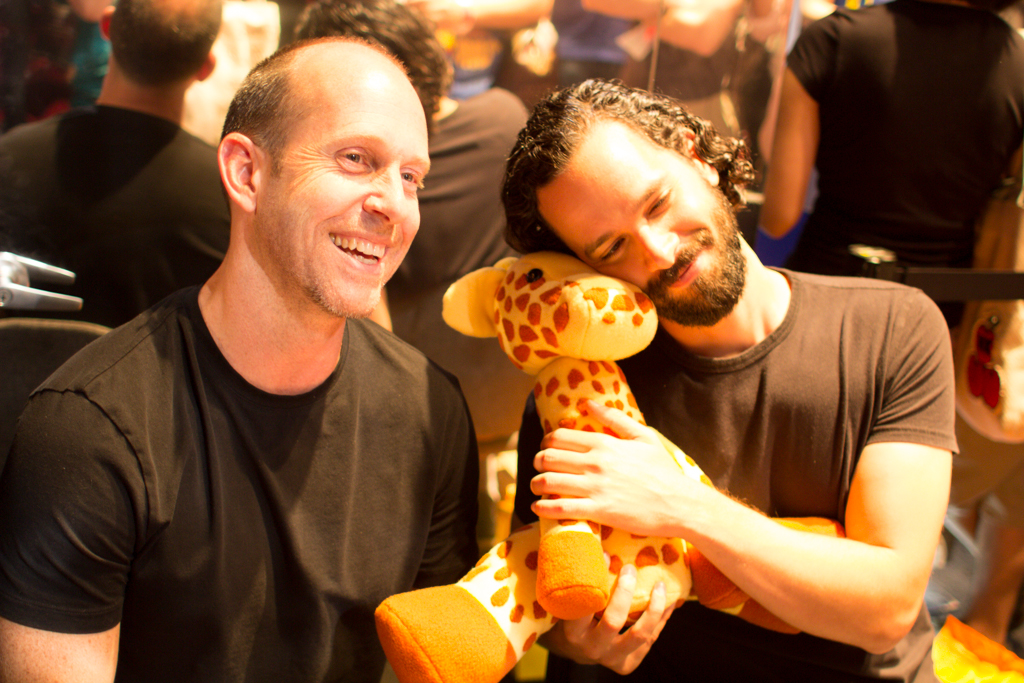
Druckmann (rechts) mit dem Game Director Bruce Straley (links) bei der PAX Prime 2014. Beide arbeiteten eng zusammen während der Entwicklung von The Last of Us und Uncharted 4: A Thief’s End.

Nach der Entwicklung von Uncharted 2 teilte sich Naughty Dog in zwei Teams auf, die gleichzeitig an Projekten arbeiteten. Während ein Team an Uncharted 3: Drake’s Deception (2011) arbeitete, wählten die Co-Präsidenten Evan Wells und Christophe Balestra Druckmann und Bruce Straley, um die Entwicklung eines neuen Spiels zu leiten; Druckmann wurde aufgrund seiner Entschlossenheit und seines Designtalents ausgewählt. Obwohl sie ursprünglich ein neues Spiel der Jak-and-Daxter-Reihe entwickeln sollten, war das Team der Meinung, dass sie „den Fans der Franchise keinen Dienst erwiesen“ würden, und beschloss, ein neues Spiel mit dem Titel The Last of Us zu entwickeln.
Bei der Entwicklung von Ideen für The Last of Us verwendete Druckmann ein Konzept, das er als Student an der Carnegie Mellon University entwickelte. Seine Idee war es, das Gameplay von Ico in einer Geschichte, die während einer Zombie-Apokalypse spielt, wie die von Die Nacht der lebenden Toten, mit einer Hauptfigur zu verschmelzen, die John Hartigan aus Sin City ähnelt. Die Hauptfigur, ein Polizeibeamter, hätte die Aufgabe, ein junges Mädchen zu beschützen; aufgrund seines Herzleidens übernahmen die Spieler jedoch oft die Kontrolle über das junge Mädchen und vertauschten die Rollen. Er basierte The Last of Us auf diesem Konzept, ersetzte den Polizisten durch Joel und nannte das junge Mädchen Ellie. Druckmann schrieb The Last of Us mit der Absicht, die Geschichte „fest in der Realität zu verankern“, eine deutliche Abweichung von dem früheren „leicht und locker“-Gefühl von Naughty Dog. „Es musste ein wenig düsterer als Uncharted werden, um ein traurigeres Motiv zu erkunden“, erklärte er. Bevor er das Spiel inszenierte, nahm Druckmann Schauspielunterricht, um „mit den Schauspielern in der gleichen Sprache zu sprechen“. Das Spiel wurde am 14. Juni 2013 mit Lob für Druckmanns Arbeit an der Geschichte veröffentlicht. Er erhielt zahlreiche Auszeichnungen, darunter einen BAFTA, einen DICE Award, einen Game Developers Choice Award, einen Golden Joystick Award und einen Writers Guild of America Award.
Später arbeitete Druckmann an der Downloaderweiterung The Last of Us: Left Behind, einem Prequel über Ellies Beziehung zu ihrer Freundin Riley, das von der Kritik gefeiert wurde. Für seine Arbeit an Left Behind erhielt er weitere Auszeichnungen, darunter einen zweiten BAFTA- und Writers Guild of America Award. Insbesondere wurde er für das Schreiben einer Szene mit einem Kuss zwischen zwei weiblichen Figuren gelobt, die als „Durchbruch“ für Computerspiele bezeichnet wurde. Außerdem schrieb er zusammen mit der Schriftstellerin und Künstlerin Faith Erin Hicks die vier Ausgaben umfassende Comic-Miniserie The Last of Us: American Dreams. Sie wurde von Dark Horse Comics herausgegeben, wobei die erste Ausgabe im April 2013 erschien, und wurde für Druckmanns Schreibstil und Figurenentwicklung sowie für Hicks’ simplistische Illustrationen gelobt.

### Arbeit anUncharted 4: A Thief’s End

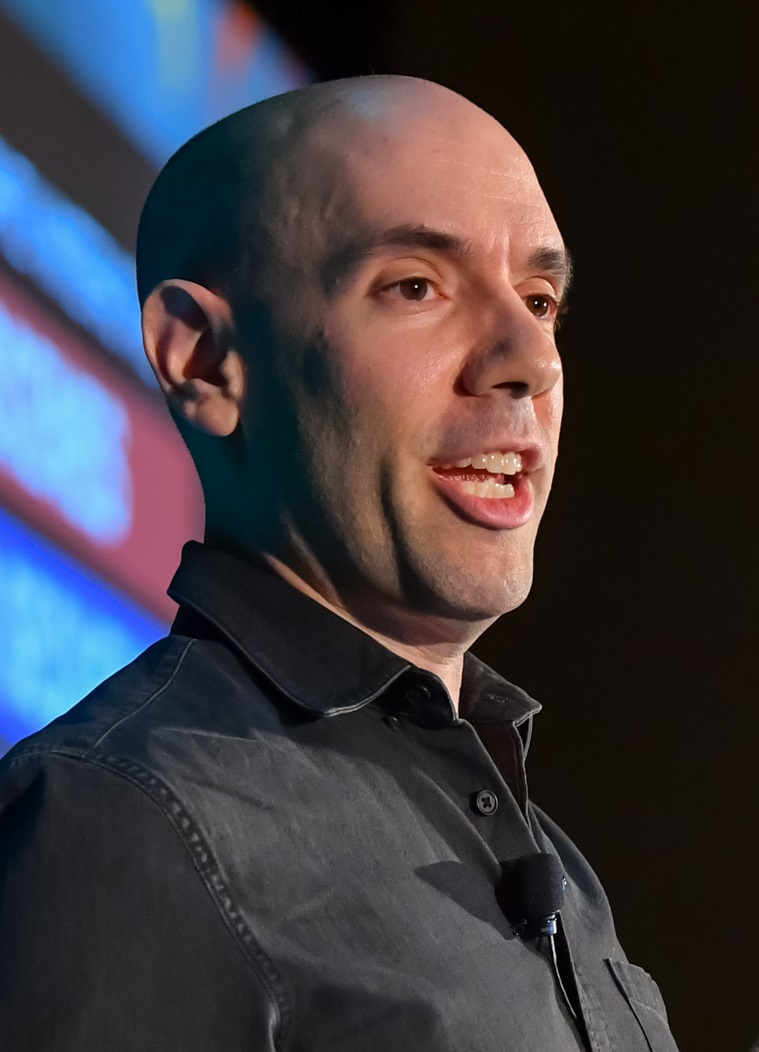
Josh Scherr, Druckmanns Co-Autor bei Uncharted 4: A Thief’s End.

Nach Hennigs Abschied von Naughty Dog im März 2014 wurde bekannt gegeben, dass Druckmann und Straley an Uncharted 4: A Thief’s End (2016) als Creative Director bzw. Game Director arbeiten. Erste Berichte behaupteten, dass Hennig von Druckmann und Straley aus Naughty Dog „herausgedrängt“ wurde, obwohl die Co-Präsidenten Evan Wells und Christophe Balestra dies später bestritten. Auch der Autor der Geschichte, Mitch Dyer, gab zu, dass diese Geschichte nicht der Wahrheit entsprach. Druckmann schrieb die Geschichte zusammen mit Josh Scherr; Druckmann betrachtete Scherr als den „Lustigen“ und erlaubte ihm, den Humor von Uncharted 4 zu schreiben, da Druckmann sich selbst als unfähig erachtete, Witze zu schreiben. Er schätzte die Zusammenarbeit beim Schreiben von Uncharted 4, da er The Last of Us fast vollständig eigenständig geschrieben hatte. Das Spiel wurde am 10. Mai 2016 veröffentlicht und für seine Geschichte gelobt. Es wurde bei den Game Awards 2016 als beste Erzählung und bei den 69. Writers Guild of America Awards in der Kategorie „Herausragende Leistung im Schreiben von Computerspielen“ ausgezeichnet. Druckmann fungierte bei Uncharted: The Lost Legacy als Leiter der narrativen Entwicklung, das im August 2017 veröffentlicht wurde.

### Film-, Serienadaption undThe Last of Us Part II

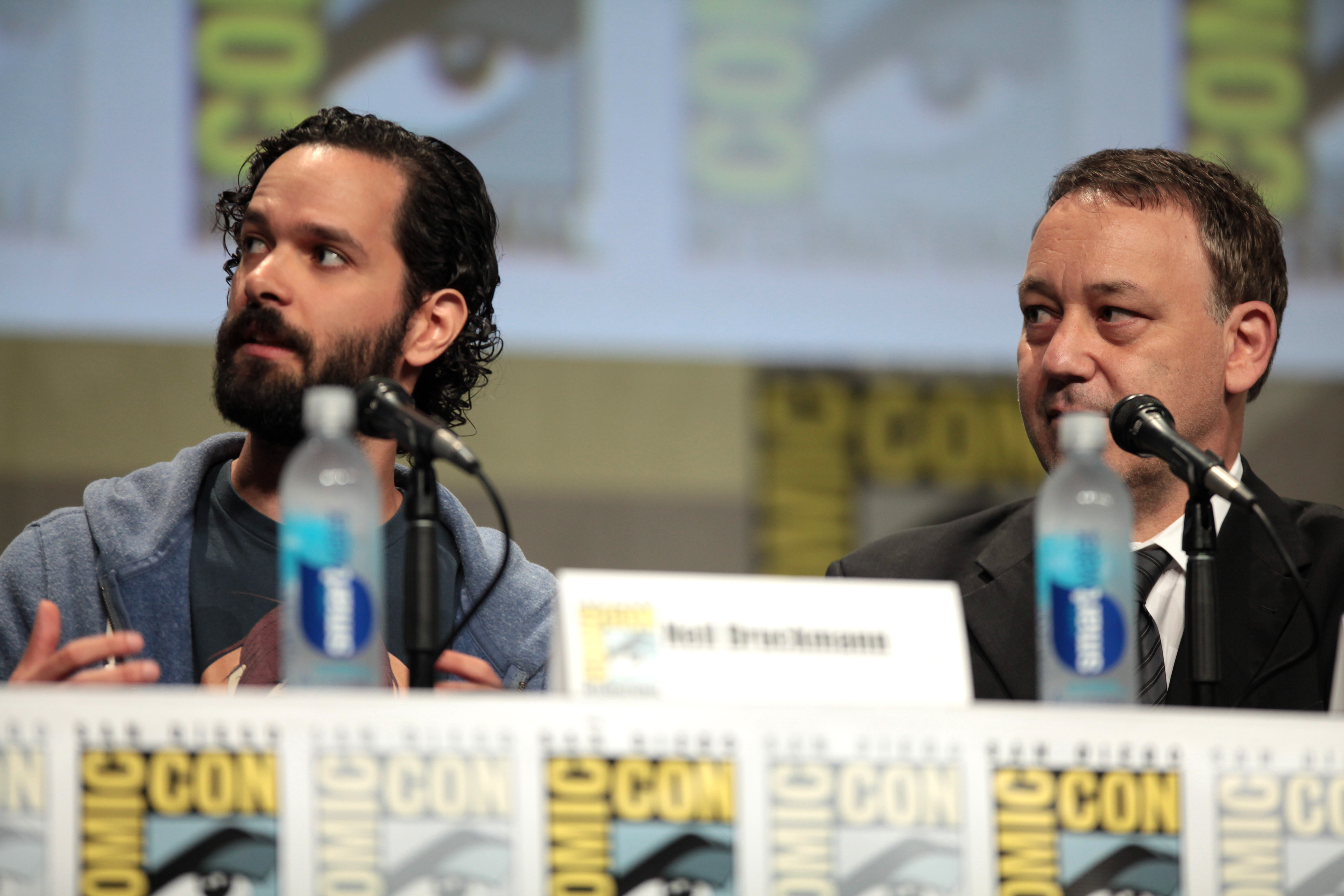
Druckmann (links) mit Sam Raimi (rechts), der die Verfilmung von The Last of Us produzieren sollte.

Im März 2014 gab Sony bekannt, dass Druckmann an einer Verfilmung von The Last of Us arbeitet, die von Sam Raimi produziert und von Screen Gems vertrieben werden sollte. Bis Januar 2015 hatte er den zweiten Entwurf des Drehbuchs geschrieben und mit einigen Schauspielern eine Leseprobe durchgeführt. Danach gab es sehr wenig Arbeit, da Druckmann im April 2016 erklärte, der Film sei in die Entwicklungshölle eingetreten, und im Februar 2018 sagte er: „Ich will nicht, dass dieser Film gedreht wird“. Druckmann arbeitete als Spieltester für What Remains of Edith Finch. Im August 2017 war er als Gastjuror in einer Episode von Face Off zu sehen. Im März 2018 wurde Druckmann zum Vizepräsidenten von Naughty Dog befördert.
Druckmann kehrte als Creative Director für The Last of Us Part II (2020) zurück und schrieb das Spiel zusammen mit Halley Gross; Straley arbeitete nicht wieder als Co-Director. Nach einigen Vorwürfen homophober und frauenfeindlicher Szenen in einem der Trailer des Spiels sagte Druckmann, das Team habe sich zum Ziel gesetzt, die Figuren „in einer nuancierten Weise darzustellen, um ihre Komplexität zu finden“, und dass „das Leben von allen in Gefahr ist“. Die Themen Rache und Vergeltung wurden durch Druckmanns eigene Erfahrungen aus seiner Kindheit in Israel inspiriert, wo Gewalt ein häufiges Thema war. Er wollte, dass die Spieler einen „Durst nach Rache“ verspüren, bevor sie die Realität ihrer Handlungen erkennen. Druckmann bemerkte, dass einige Mitglieder des Entwicklerteams dem Zynismus des Spiels widerstrebten, doch letztlich zog er eine kontroverse Geschichte einer „banalen“ vor.
Druckmann fungiert als Autor und Executive Producer bei einer Fernsehadaption von The Last of Us für HBO, die voraussichtlich die Ereignisse des ersten Teils und Teile der Fortsetzung behandeln soll.
Druckmann wurde am 4. Dezember 2020 neben Wells zum Co-Präsidenten von Naughty Dog befördert. Er wurde im Dezember 2020 in die Variety500-Liste aufgenommen, die die einflussreichsten Wirtschaftsführer der Medienbranche identifiziert.
Ab Januar 2023 wurde schließlich die von ihm gemeinsam mit Craig Mazin entwickelte Serie The Last of Us ausgestrahlt.

## Schreibstil
Druckmanns Schreibphilosophie, die er im Gespräch mit dem Game Designer Cory Barlog erkannte, lautet „einfache Geschichte, komplexe Figuren“; Druckmann mag Computerspiele mit komplizierten Darstellungen nicht, schreibt aber gerne komplexe Figurenbeziehungen. Während seines gesamten Schreibens konzentriert sich Druckmann in seinen Szenen auf jede Figur und versucht, in die Denkweise jeder einzelnen Figur einzudringen. Er versucht, Charaktertropen zu ignorieren, in dem Versuch, „ehrlich“ zu schreiben. Druckmann schreibt auch mit einer minimalistischen Denkweise und fragt sich oft: „Worum geht es in dieser Szene wirklich? Was ist das Mindeste, was wir zu sagen oder zu tun haben, um das zu vermitteln und nicht mehr?“
Bevor sie ein Spiel schreiben, entwerfen Druckmann und Straley eine vollständige Skizze der Geschichte, bevor sie die Erzählung eingehender untersuchen und die „Moment-zu-Moment-Takte“ jedes Levels besprechen, die zu einem größeren Ereignis führen. In der Regel beginnen sie mit der Mitte der Geschichte, da diese den Kern des Spielgeschehens und der Erzählung bildet, bevor sie den Höhepunkt des Spiels und die Entwicklung der Figuren untersuchen. Der Frame-Moderator John Horn identifizierte ein sich wiederholendes Thema in Druckmanns Geschichten, darunter A Second Chance at Sarah und The Last of Us, nämlich das Konzept der Figuren, die versuchen oder hoffen, ihre Vergangenheit in irgendeiner Weise zu ändern; Druckmann gab zu, diesen Trend nicht bemerkt zu haben, stimmte ihm jedoch zu und erkannte seine Wiederholung in einer seiner kommenden Geschichten.

## Einflüsse
Als große Inspiration nennt Druckmann den Spieleautor Sam Lake, der sich selbst als „langjähriger Fan“ bezeichnet. Zu Druckmanns Lieblingsspielen gehören Monkey Island 2: LeChuck’s Revenge, Ico und Resident Evil 4, und er lässt sich oft von auf Figuren fokussierten Comics wie Preacher und Y: The Last Man inspirieren. Druckmann wurde auch von der charakterorientierten Erzählweise im Adventure-Spiel King’s Quest von Roberta Williams beeinflusst. Während er The Last of Us schrieb, ließ sich Druckmann von mehreren Filmen inspirieren, darunter Erbarmungslos, wegen seiner Fähigkeit, die Zuschauer dazu zu bringen, den Protagonisten trotz seiner Unmoral zu unterstützen; No Country for Old Men, wegen seiner subtilen und knappen Umsetzung, die das Engagement der Zuschauer erzwingt; und Gravity, wegen seiner Einfachheit und Intensität.

## Ansichten
„Während der Arbeit an The Last of Us […] wollte ich eine der coolsten, nicht-sexualisierten weiblichen Protagonistinnen schaffen, und ich hatte das Gefühl, dass sich mit The Last of Us hier eine Gelegenheit bot, die Branche zu verändern.“

Druckmann setzt sich regelmäßig für die Gleichstellung der Geschlechter bei Computerspielen ein, wobei er Anita Sarkeesian als einflussreiches Beispiel anführt; er verlieh Sarkeesian den Ambassador Award bei den Game Developers Choice Awards 2014 und setzte sich regelmäßig für ihre Projekte ein. Als Druckmann feststellte, dass er regelmäßig über „weiße, heterosexuelle, christliche männliche“ Figuren schrieb, sah er sich veranlasst, stattdessen vielfältigere Figuren zu schaffen. Während der gesamten Entwicklung von Uncharted 4 wurde Druckmann von der Konzeptkünstlerin Ashley Swidowski dahingehend beeinflusst, mehr weibliche Figuren in das Spiel aufzunehmen. „Sie fordert mich ständig heraus und drängt auf Vielfalt in unserer Besetzung“, sagte er. Auf die Kritik von Fokustestern an der Aufnahme und Darstellung weiblicher Figuren in Uncharted 4, von denen einer aufgrund eines Ausbruchs gezwungen wurde, die Testgruppe zu verlassen, antwortete Druckmann: „Wow, warum ist das wichtig?“
In ähnlicher Weise wurde Ellie von The Last of Us in frühen Fokustests zunächst negativ aufgenommen. Druckmann ist stolz darauf, dass Ellie eine „starke, nicht-sexualisierte weibliche Hauptfigur“ ist, und hoffte, dass andere Entwickler ähnliche Ansätze für Figuren verfolgen würden, ohne Angst vor Ungunst. Druckmann und Straley waren überrascht von einigen Rückschlägen in Bezug auf die Geschlechterrollen in The Last of Us, obwohl Druckmann bemerkte, dass „je mehr Fortschritte wir machen, desto mehr treten diese Probleme hervor“. Er erklärte es für ein „Missverständnis“, dass weibliche Protagonisten den Verkauf von Spielen behindern, was durch den Erfolg von The Last of Us belegt wird.

## Persönliches Leben
Druckmann wohnt derzeit mit seiner Frau Maya und seinen Kindern im kalifornischen Los Angeles. Er wurde während der Entwicklung von The Last of Us zum Vater; seine Tochter war für ihn eine „große Inspiration“ beim Schreiben des Spiels. Er stellte fest, dass die Geburt seiner Tochter seine Vorstellungen von Familie bestärkte und ihm klar wurde, dass er „alles“ für sie tun würde. Druckmann spielt mit seinen Kindern Computerspiele und erwähnt dabei Animal Crossing: New Horizons und die Pokémon-Reihe. An seinem ersten Tag als Game Director von The Last of Us litt Druckmann unter Kopfschmerzen und begann doppelt zu sehen; am folgenden Tag stellte er fest, dass er eine Notoperation am Auge benötigte, da eine Infektion seine Sehkraft auf dem linken Auge bedrohte.

## Werke

### Computerspiele
| Jahr | Titel                                      | Rolle                                 |
| ---- | ------------------------------------------ | ------------------------------------- |
| 2004 | Dikki Painguin in: TKO for the Third Reich | Gameplay-Entwickler                   |
| 2004 | Jak 3                                      | Gameplay-Entwickler                   |
| 2005 | Jak X                                      | Gameplay-Entwickler                   |
| 2007 | Uncharted: Drakes Schicksal                | Game Designer, Co-Autor               |
| 2009 | Uncharted 2: Among Thieves                 | Co-Leitender Game Designer, Co-Autor  |
| 2009 | Jak and Daxter: The Lost Frontier          | Originaldesign und Geschichte         |
| 2013 | The Last of Us                             | Creative Director, Autor              |
| 2014 | The Last of Us: Left Behind                | Creative Director, Autor              |
| 2016 | Uncharted 4: A Thief’s End                 | Creative Director, Co-Hauptautor      |
| 2017 | What Remains of Edith Finch                | Spieltester                           |
| 2017 | Uncharted: The Lost Legacy                 | Leiter der narrativen Entwicklung     |
| 2020 | The Last of Us Part II                     | Creative Director, leitender Co-Autor |

### Film und Fernsehen
| Jahr | Titel                                | Anmerkung                                                                       |
| ---- | ------------------------------------ | ------------------------------------------------------------------------------- |
| 2013 | Grounded: Making The Last of Us      | Dokumentation                                                                   |
| 2013 | Between the Lines with Barry Kibrick | Staffel 13, Folge 25                                                            |
| 2013 | How Videogames Changed the World     | Fernsehfilm                                                                     |
| 2015 | Conversations with Creators          | Webserie; Folge 2                                                               |
| 2017 | The Game Makers: Inside Story        | Webserie; 5 Folgen                                                              |
| 2017 | Face Off                             | Staffel 12, Folge 7: Feral Fungi                                                |
| 2023 | The Last of Us                       | Schöpfer, Drehbuchautor (Staffel 1, Folge 1, 7), Regisseur (Staffel 1, Folge 2) |

## Auszeichnungen
| Datum             | Auszeichnung                                  | Kategorie                                    | Empfänger und Kandidat(en)       | Ergebnis  | Quelle |
| ----------------- | --------------------------------------------- | -------------------------------------------- | -------------------------------- | --------- | ------ |
| 26. Oktober 2013  | 31. Golden Joystick Awards                    | Best Storytelling                            | The Last of Us                   | Gewonnen  | [ 29 ] |
| 4. Dezember 2013  | 5. Inside Gaming Awards                       | Best Story                                   | The Last of Us                   | Nominiert | [ 87 ] |
| 21. Dezember 2013 | Hardcore Gamer’s Game of the Year Awards 2013 | Best Writing                                 | The Last of Us                   | Gewonnen  | [ 88 ] |
| 21. Dezember 2013 | Hardcore Gamers Game of the Year Awards 2013  | Best Story                                   | The Last of Us                   | Nominiert | [ 89 ] |
| 24. Dezember 2013 | Destructoids Best of 2013                     | Best Story                                   | The Last of Us                   | Nominiert | [ 90 ] |
| 24. Dezember 2013 | Giant Bombs 2013 Game of the Year Awards      | Best Story                                   | The Last of Us                   | Gewonnen  | [ 91 ] |
| 31. Dezember 2013 | The Daily Telegraph Video Game Awards 2013    | Best Script                                  | Neil Druckmann                   | Gewonnen  | [ 92 ] |
| 31. Dezember 2013 | The Daily Telegraph Video Game Awards 2013    | Best Director                                | Neil Druckmann und Bruce Straley | Nominiert | [ 92 ] |
| 7. Januar 2014    | GameTrailers Game of the Year Awards 2014     | Best Story                                   | The Last of Us                   | Gewonnen  | [ 93 ] |
| 9. Januar 2014    | IGN Best of 2013                              | Best PS3 Story                               | The Last of Us                   | Gewonnen  | [ 94 ] |
| 10. Januar 2014   | IGN's Best of 2013                            | Best Overall Story                           | The Last of Us                   | Nominiert | [ 95 ] |
| 1. Februar 2014   | 66. Writers Guild of America Awards           | Outstanding Achievement in Videogame Writing | The Last of Us                   | Gewonnen  | [ 30 ] |
| 7. Februar 2014   | 17. DICE Awards                               | Outstanding Achievement in Story             | The Last of Us                   | Gewonnen  | [ 27 ] |
| 8. März 2014      | 2014 SXSW Gaming Awards                       | Excellence in Narrative                      | The Last of Us                   | Gewonnen  | [ 96 ] |
| 21. März 2014     | 10. British Academy Video Games Awards        | Story                                        | The Last of Us                   | Gewonnen  | [ 26 ] |
| 19. März 2014     | 14. Game Developers Choice Awards             | Best Narrative                               | The Last of Us                   | Gewonnen  | [ 28 ] |
| 14. Februar 2015  | 67. Writers Guild of America Awards           | Outstanding Achievement in Videogame Writing | The Last of Us: Left Behind      | Gewonnen  | [ 34 ] |
| 20. Februar 2015  | IGN's AU Black Beta Select Awards 2014        | Best Storytelling                            | The Last of Us: Left Behind      | Gewonnen  | [ 97 ] |
| 12. März 2015     | 11. British Academy Video Games Awards        | Story                                        | The Last of Us: Left Behind      | Gewonnen  | [ 33 ] |
| 18. November 2016 | 34. Golden Joystick Awards                    | Best Storytelling                            | Uncharted 4: A Thief’s End       | Nominiert | [ 98 ] |
| 1. Dezember 2016  | The Game Awards 2016                          | Best Narrative                               | Uncharted 4: A Thief’s End       | Gewonnen  | [ 45 ] |
| 19. Februar 2017  | 69. Writers Guild of America Awards           | Outstanding Achievement in Videogame Writing | Uncharted 4: A Thief’s End       | Gewonnen  | [ 46 ] |
| 6. April 2017     | 13. British Academy Video Games Awards        | Narrative                                    | Uncharted 4: A Thief’s End       | Nominiert | [ 99 ] |